# Jaren Jackson Jr.

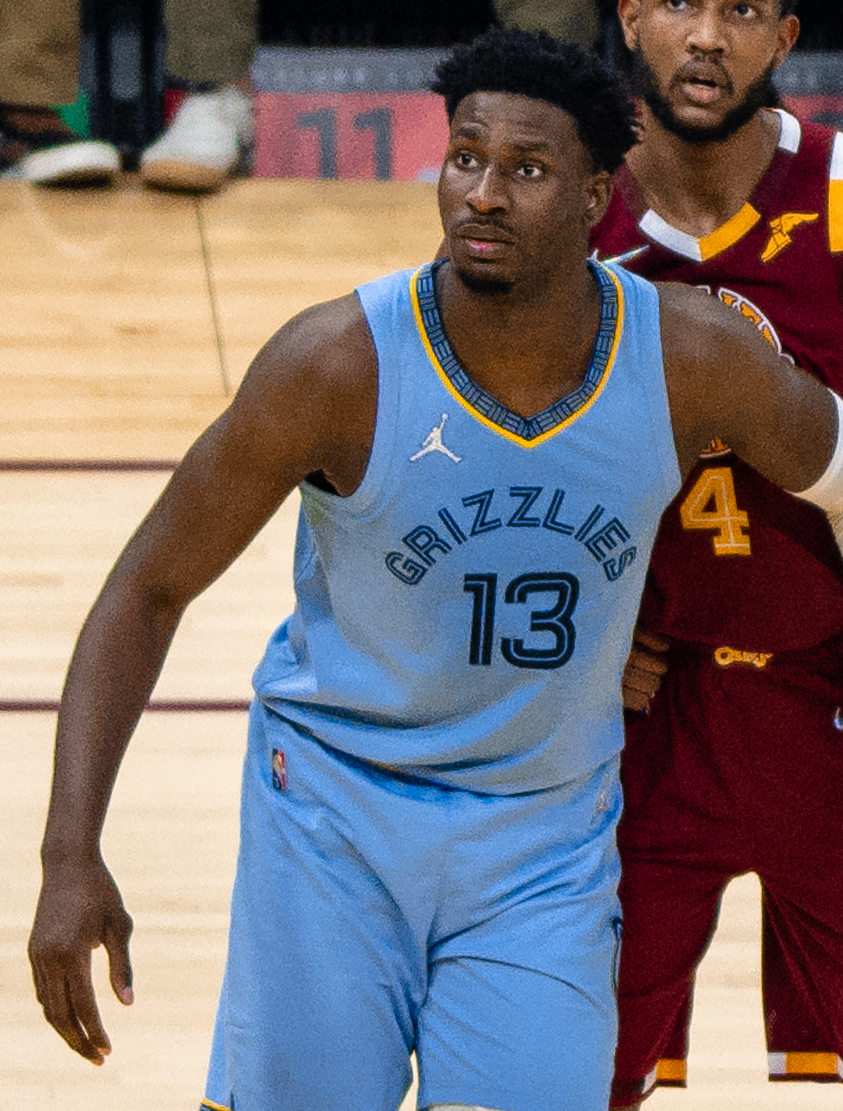
Jaren Jackson Jr., 2022.

Jaren Walter Jackson Jr., född 15 september 1999 i Plainfield i New Jersey, är en amerikansk professionell basketspelare (PF/C) som spelar för Memphis Grizzlies i National Basketball Association (NBA).
Han vann NBA Defensive Player of the Year Award för säsongen 2022–2023.
Jackson draftades av Memphis Grizzlies i första rundan i 2018 års draft som fjärde spelare totalt.
Innan han blev proffs studerade Jackson vid Michigan State University och spelade för deras idrottsförening Michigan State Spartans.
Han är son till Jaren Jackson.